# Альфа Умар Конаре
Альфа Умар Конаре — вчений, державний та політичний діяч Малі, президент Малі 1992—2002.

## Життєпис
Народився 2 лютого 1946 р. в м.Каєс на заході Малі. Початкову та середню освіту отримав у Малі. 1971—1975 закінчив історичний факультет Варшавського університету. За фахом — історик та археолог. У часи правління президента Траоре у 1978—1980 рр. був міністром молоді, спорту, мистецтв і культури Малі. У 1981—1992 рр. працював в ЮНЕСКО. 1990—1991 рр. утворив партію Альянс за демократію в Малі. Після повалення влади М.Траоре виграв президентські вибори 1992 р. і став 8 червня 1992 президентом Малі. Переобраний на цю посаду в 1997 р. Під час свого правління уклав 1996 р. мирний договір з повстанцями — туарегами півночі Малі. 8 червня 2002, відпрцювавши згідно конституції 2 строки, пішов у відставку, передавши владу Амаду Тумані Туре. Є дані, що він був лише формальним президентом Малі, а насправді влада перебувала в руках Амаду Тумані Туре. У 2003—2008 рр. був головою комісії АС. У вересні 2021 року Альфа Оумар Конаре був терміново госпіталізований у Марокко до лікарні Шейха Заїда в Рабаті.